# Alex Perry
Alex Perry (* 1970 in Philadelphia) ist ein US-amerikanischer Journalist und Autor. 

## Leben
Alex Perry wurde in Philadelphia geboren und wuchs in England auf. Von 1999 bis 2014 lebte und arbeitete er als Korrespondent in asiatischen und afrikanischen Ländern, unter anderem als Korrespondent des Time Magazines für Afrika. 2001 war Perry unter den wenigen Journalisten, die die Schlacht um Masar-e Scharif begleiteten und einer der ersten, die die Stadt nach der Rückeroberung durch die Nordallianz betreten konnten. Seine Recherchen über die Enthauptungen durch Boko Haram wurden nach der Veröffentlichung vom Internationalen Strafgerichtshof in Den Haag als Beweismittel herangezogen. Seine Beiträge erscheinen unter anderen auch im New Yorker, Newsweek und The Guardian.
Heute lebt Perry in der Grafschaft Hampshire im Vereinigten Königreich.

## Auszeichnungen
Perry wurde für seine Arbeit mehrfach ausgezeichnet, so mit dem Ed Cunningham Award 2019 für das Feature „The Last Days of John Allen Chau“ über das Schicksal eines modernen Missionars. Seine Reportage „Playing the Rebel Game“ im Zusammenhang mit der Fußball-WM in Südafrika erhielt von der Foreign Press Association in London die Auszeichnung der „Sports Story of the Year“ 2010.

## Werke
- Cudi, Azad u. Alex Perry: Long shot. My Life as a Sniper in the Fight against ISIS. Weidenfeld & Nicolson, London 2019, ISBN 978-1-4746-0977-7 (253 S.).
- Perry, Alex: the good mothers. the true story of the women who took on the world’s most powerful mafia. William Morrow, New York 2018, ISBN 978-0-06-265560-8 (308 S.).
- The Rift. A New Africa Breaks Free. Little, Brown and Company, New York 2015, ISBN 978-0-316-33377-1 (432 S.).
  - In Afrika. Reise in die Zukunft. S. Fischer, Frankfurt/Main 2016, ISBN 978-3-10-000193-1 (544 S., deutschsprachige Ausgabe von The Rift, übersetzt von Michael Bischoff).
- Lifeblood. How to Change the World, One Dead Mosquito at a Time. Hurst and Company, London 2011, ISBN 978-1-84904-157-7 (173 S.).
- Falling off the Edge. Globalization, World Peace and Other Lies. Macmillan, London 2008, ISBN 978-0-230-70688-0 (342 S.).